# クロード2世 (オマール公)
クロード2世・ド・ロレーヌ（フランス語: Claude II de Lorraine,  1526年8月18日 - 1573年3月3日）は、フランスの上級貴族ギーズ公爵家の一員で、マイエンヌ侯爵（フランス語: marquis de Mayenne）及びオマール公爵を叙爵（在位：1550年 - 1573年）。王族待遇としてen:イタリア戦争後期からen:フランス宗教戦争初期にわたり、フランス軍の司令官および総督を務めた。
スコットランド王ジェームズ5世妃マリーは姉、ギーズ公フランソワ、ロレーヌ枢機卿シャルルは兄、エルブフ侯ルネ2世は弟。

## 生涯
初代ギーズ公でオマール公を授爵したクロード1世とその妻でヴァンドーム伯フランソワの娘であるアントワネット・ド・ブルボンの間に四男としてジョアンヴィル (オート＝マルヌ県)に生まれた。父をはじめ、フランス国王アンリ2世の宮廷を代表する一族という卓越した地位にあり、フランス政界に加わる。

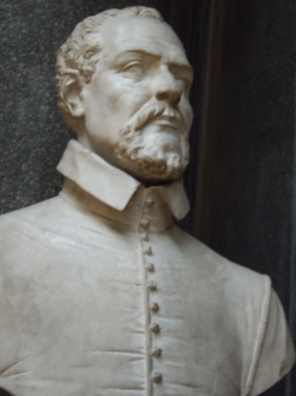
ヴェルサイユ宮殿の戦士回廊に置かれたオマール公クロードの胸像

1544年より従兄のロレーヌ公フランソワ1世の軍隊に入り、1545年のブローニュ包囲戦（仏: Siège de Boulogne）に加わる。1550年に父を亡くすと、兄はギーズ公爵の称号を代襲し、クロードはブルゴーニュ総督職を継ぎ、オマール公爵領を継承した。
オマール公Aumaleinherited the governorship of en:Burgundy from his father, and the duchy of オマール公Aumalefrom his brother who assumed the titles of Guise. 
クロードは。継承し遠征（1551年）に参加した
父からたからオマールは新国王によって軽騎兵隊の総司令官に任命され、1551年から1559年までイタリア、en:アルザス、en:ピカルディで戦った。メス防衛中に軽騎兵隊を率いているときに捕らえられ、義母のen:ディアーヌ・ド・ポワチエが身代金を支払うまで2年間監禁された。彼はen:ヴォルピアーノの包囲戦で成功を収め、カレーの占領で重要な役割を果たし、その功績によりフランスのen:ピエモンテの総督に任命された。
翌1552年のメス、トゥール、ヴェルダンの3司教領（Trois-Évêchés）の占領にも加わったが、この時神聖ローマ皇帝カール5世の側に寝返ったブランデンブルク＝クルムバッハ辺境伯アルブレヒト・アルキビアデスの捕虜となり、1555年までクルムバッハのプラッセンブルク城に幽閉されていた。1558年、兄のギーズ公フランソワの指揮したカレー占領に参加している。
クロード2世はその後、フランス王アンリ2世によってブルゴーニュ地方の知事に任命された。1572年、サン・バルテルミの虐殺にあたって甥のギーズ公アンリ1世が中心的な役割を果たした際には、甥を支援している。アンジュー公（後のフランス王アンリ3世）のお供として1573年のラ・ロシェル包囲戦の戦場に随行した際、大砲の弾に当たって戦死した。

## 子女
1547年8月1日、モレヴリエ伯ルイ・ド・ブレゼとフランソワ王の妃に仕えたディアーヌ・ド・ポワチエの娘ルイーズ（1518年 – 1577年）と結婚し、間に11人の子女をもうけた。
- アンリ（1549年10月21日サン＝ジェルマン城 – 1559年8月1日 Henri） - ヴァランティノワ伯（英語版）、夭逝[2]
- カトリーヌ（1550年11月8日サンジェルマン – 1606年6月25日 Catherine Romula） - 1569年5月11日、メルクール公ニコラと結婚[2]
- マドレーヌ（1554年2月5日 Madeleine Diane）死産[2]
- シャルル（1555年 – 1631年） - オマール公[2]
- ディアーヌ（1558年11月10日 - 1586年6月25日リニー Diane de Lorraine） – 1576年11月13日、ピネ公爵フランソワ・ド・リュクサンブールと結婚[2]
- アントワネット（1560年月日 Antoinette Louise de Lorraine、ナンシー)）死産[2]
- アントワネット・ルイーズ（1561年9月29日ジョアンヴィル（ウィキデータ） – 1643年8月24日ソワソン Antoinette Louise） - ソワソン女子修道院長[2]
- アントワーヌ（1562年11月12日 Antoine）死産[2]
- クロード（英語版）（1564年12月13日 サン・ドニ（セーヌ＝サン＝ドニ県） – 1591年1月 Claude de Lorraine） - 通称「オマールの騎士」、サン＝ペル修道院長（シャルトル）

Abbot of St.-Pere-en-Valle, en:Chartres, Knight of the en:Order of Malta, General of the Galleys
- マリー（1565年6月10日 – 1627年1月27日 Marie de Lorraine） - シュル女子修道院長（）[2]
- シャルル（1566年1月25日 – 1568年5月7日、パリ Charles）夭逝[2]